# احمد عمی
احمد عمی (عربی: أحمد عمي؛ زادهٔ ۱۹ ژانویهٔ ۱۹۸۱) بازیکن فوتبال اهل پادشاهی هلند است.
از باشگاه‌هایی که در آن بازی کرده‌است می‌توان به باشگاه فوتبال فنلو، باشگاه فوتبال ناک بردا، و باشگاه فوتبال ادو دن هاخ اشاره کرد.